# الموتى السائرون (الموسم 9)
الموتى السائرون (بالإنجليزية: The Walking Dead)‏، مسلسل رعب تلفزيوني أميركي، عرض لأول مرة في 7 أكتوبر 2018، وسيتألف من 16 حلقة، تنقسم إلى جزأين. تتكون كل حلقة من ثماني حلقات مع النصف الأخير من البث في أوائل عام 2019. تم تطوير المسلسل التلفزيوني من قبل Frank Darabont، وتستند المسلسل إلى سلسلة من الكتب المصورة التي كتبها روبرت كيركمان، وتوني مور، وتشارلي آدلارد. المنتجون التنفيذيون هم: كيركمان، وديفيد البيرت، وسكوت م. جيمبل، وأنجيلا كانغ، وغريغ نيكوتيرو، وتوم لوس، ودنيز هوث، وجيل آن هيرد، مع تولي كانغ دور المستكشف من جيمبل.
بعد ثمانية عشر شهرًا من هزيمة نيغان (جيفري دين مورغان) تحت تحالف من المجتمعات المحلية بقيادة ريك غرايمز (أندرو لينكولن)، يركز هذا الموسم على المجتمعات المتحدة حيث يواجهون عقبات وتهديدات خارج وداخل تحالفهم، مع تهديد الغموض الغامض تلوح في الأفق.
سيكون الموسم التاسع هو الموسم الأخير للممثل الرئيسي أندرو لينكولن الذي يصور ريك غرايمز منذ الموسم الأول للمسلسل، وكذلك لورن كوهان، الذي صوّر ماجي غرين منذ الموسم الثاني.

## Cast

### Main cast
الموسم الموسم التاسع ب 19 سلسلة منتظمة بشكل عام. لهذا الموسم، تمت إضافة Katelyn Nacon وTom Payne إلى نقطة ابدأ، بعد أن كان يُنسب إلى «بطولة» نفسه. تمت ترقية كل من Callan McAuliffe وAvi Nash إلى سلسلة من الحالات العادية، بعد أن كان لهما دور متكرر سابقًا. تدخل سامانثا مورتون فريق التمثيل الثانوي كـ Alpha، قائد فريق Whisperers، الذي سيكون اللاعب الرئيسي في هذا الموسم. إذا كان هذا الشخص هو السبب في ذلك، فيجب أن يكون ذلك في وقت متأخر في الموسم السادس (لم يُقدَّم في أي وقت) جميعًا كسلسلة عادية أو ضيف أو عضو رئيسي في المواسم السابقة.

#### بطولة
جوش ماكديرميت في دور يوجين بورتر، وهو ناجٍ جبان ولكنه ذكي، كان له دور أساسي في هزيمة المنقذ، وهو مصمم على استعادة ثقة المجموعة.
توم باين في دور بولس «يسوع» روفيا، وهو أحد المتطوعين في هيلتوب والرجل الأيمن لماجي الذي يعمل كصوت العقل.

#### أيضا بطولة
- زاندر بيركلي في دور غريغوري، الزعيم السابق المتعجرف والانيالي والخيانة لهيلتوب الذي يتكيف تحت قيادة ماجي. خوري بايتون كحزقيال، الزعيم الجذاب للمملكة الذي ساعد ريك على هزيمة نيغان ومخلصيه.
- بوليانا ماكنتوش في دور آن، القائد السابق للمسافرين (المعروف سابقا باسم «جاديس») الذي اندمج منذ ذلك الحين في الإسكندرية.
- Callan McAuliffe as Alden، عضو سابق في Savière الذي كان قد انشق إلى مجموعة Maggie خلال الحرب ضد Negan.
- آفي ناش كصديق، وهو متشرد سابق وطبيب أنقذه كارل قبل وفاته. سامانثا مورتون في دور ألفا، زعيم الهامستر، مجموعة غامضة من الناجين الذين يرتدون جلود المشاة لإخفاء وجودهم.

### هيئة الدعم

#### اليكساندرية منطقة آمنة
- كينريك جرين في دور سكوت، عداء في الإسكندرية. ماندي كريستين كير في دور باربرا، مقيمة في اليكساندرية.

#### هيلتوب
- ريت بتلر في دور تامي روز، من سكان هيلتوب وزوجته إلى إيرل.
- جون فين إيرل، حداد هيلتوب وزوجها إلى تامي روز.
- كارين سيساي في دور بيرتي، من سكان هيلتوب. جيمس تشن كال، حامية وولي الأمر على هيلتوب.
- بيتر زيمرمان في دور إدواردو، من سكان هيلتوب. أنتوني لوبيز في دور أوسكار، من سكان هيلتوب.
- غوستافو غوميز في دور ماركو، عداء التموين في هيلتوب.
- AJ Achinger مثل كين، من سكان Hilltop، ابن إيرل وتامي.

#### الحرم
- Traci Dinwiddie مثل ريجينا، ملازم سابق للمخلصين.
- إليزابيث لدلو في دور آرات، الملازم السابق للمخلصين الذين صنعوا السلام مع مجموعة ريك.
- ليندسلي سجل في منصب لورا، ملازم سابق للمخلص وبستاني الملجأ.
- شلوي أكتاس في دور تانيا، من سكان سانكتشواري وواحدة من «زوجات» نيغان السابقات.
- إليز دوفور في دور فرانكي، واحدة من «زوجات» نيغان السابقة.
- زاك McGowan باسم جوستين، مخلص معادي غير مهتم بالعمل مع المجتمعات الأخرى. ريس كويرو مثل جايد، عضو متمرد في المخلصين الذين يريدون العودة إلى أيديولوجية نيغان.

#### المملكة
- كوبر أندروز في دور جيري، وهو مقيم في المملكة وحق حزقيال في علاقة مع نبيلة.
- كيري كاهيل في دور ديان، واحدة من كبار جنرالات حزقيال وآرتشر ماهر.
- Macsen Lintz هنري، من سكان المملكة والشقيق الأصغر للمتوفى بنيامين.
- هنري يشكل رابطة مع كارول. نادين ماريسا في دور نبيلة، وهي مقيمة وبستانية في المملكة وصديقة جيري.

#### مجتمع أوشنسايد
- سيدني بارك كسيندي، امرأة شابة أصبحت رئيسة مجتمع أوشنسايد بعد وفاة جدتها، ناتانيا.

#### مجموعة ماجنا
- نادية هيلكر بدور ماجنا، رئيسة مجموعة صغيرة من الناجين من التجوال.
- لورين ريدلوف في دور كوني، عضو أصم في مجموعة ماجنا.
- Angel Theory كـ Kelly، أخت كوني الحامية وعضو في مجموعة Magna. إليانور ماتسورا في دور يوميكو، عضو في مجموعة ماجنا.
- دان فوغلر بصفته لوقا، أحد الناجين الذين أصبحوا يقدرون السلامة في الأرقام. الهامسون

## الحلقات
| No. overall | No. in season | Title              | Directed by           | Written by                        | Original air date              | U.S. viewers (millions) |
| --- | ------------- | ------------------ | --------------------- | --------------------------------- | ------------------------------ | ----------------------- |
| 116 | 1             | "A New Beginning"  | Greg Nicotero         | Angela Kang                       | October 7, 2018 (2018-10-07)   | 6.08                    |
| بعد ثمانية عشر شهرًا من هزيمة Negan، تعمل المجتمعات المختلفة على إعادة بناء المجتمع، ومع ذلك، فإن Sanctuary يعاني من الأرض العقيمة والدعم الأساسي لـ Negan. يقود ريك رحلة إلى متحف واشنطن العاصمة لاستعادة الإمدادات الرائدة. في طريق العودة، وجدوا أن الجسر الرئيسي إلى هيلتوب قد تم القضاء عليه من قبل عاصفة، مما اضطرهم إلى الالتفاف. مقتل شاب، كين، أثناء حماية خيول المجموعة من المشاة. غريغوري، الذي أطيح به كقائد هيلتوب، يقنع والد كين، إيرل، بمحاولة قتل ماغي، لكنه يفشل. يسأل ريك وميتوش ماجي عن مساعدة هيلتوب في توفير الملجأ، لكنها ترفض. في ذلك المساء، قام ماجي بإعدام غريغوري علانية بسبب أفعاله. |               |                    |                       |                                   |                                |                         |
| 117 | 2             | "The Bridge"       | Daisy Mayer           | David Leslie Johnson-McGoldrick   | October 14, 2018 (2018-10-14)  | TBD                     |
| 118 | 3             | "Warning Signs"    | Dan Liu               | Corey Reed                        | October 21, 2018 (2018-10-21)  | TBD                     |
| 119 | 4             | "The Obliged"      | Rosemary Rodriguez    | Geraldine Inoa                    | October 28, 2018 (2018-10-28)  | TBD                     |
| 120 | 5             | "What Comes After" | Greg Nicotero         | Matthew Negrete & Scott M. Gimple | November 4, 2018 (2018-11-04)  | TBD                     |
| 121 | 6             | "Who Are You Now"  | Larry Teng            | Eddie Guzelian                    | November 11, 2018 (2018-11-11) | TBD                     |
| 122 | 7             | "Stradivarius"     | Michael Cudlitz       | Vivian Tse                        | November 18, 2018 (2018-11-18) | TBD                     |
| 123 | 8             | "Evolution"        | Michael E. Satrazemis | David Leslie Johnson-McGoldrick   | November 25, 2018 (2018-11-25) | TBD                     |

## إنتاج
تم تجديد المسلسل لموسم التاسع في يناير كانون الثاني عام 2018. وإلى جانب تجديد، أعلن أن showrunner سكوت M غيمبل سيتم ترقيته إلى ضابط المحتوى على حد سواء في المشي الميت والخوف من الميت المشي، في حين أن الكاتب والمشارك التنفيذي ستقوم الممثلة أنجيلا كانج بدور Gimple في فيلم The Walking Dead.
بدأ التصوير للموسم التاسع في 30 أبريل 2018، حيث قام جريج نيكوتيرو بإخراج أول حلقة من الموسم. مايكل Cudlitz، الذي لعب أبراهام فورد، سيقود الحلقة السابعة من الموسم.
يتميز الموسم التاسع بتسلسل اعتمادات فتح معاد تصميمها. إن سلسلة العناوين المتحركة، وهي عبارة عن رواية مستوحاة من الرسوم، تتميز بصور مألوفة مثل الدراجات النارية ونشاب القوس في داريل، وكاتانا ميشون. تحدث كانغ عن الإلهام للتسلسل الجديد، "الشعور بالموسم يحتوي على عناصر من النوع الغربي. نحن نحيي بعض اللحظات المميزة من الرواية المصورة. الحياة تخرج من الموت." في حين أن أشياء أخرى تنهار. "

### Casting

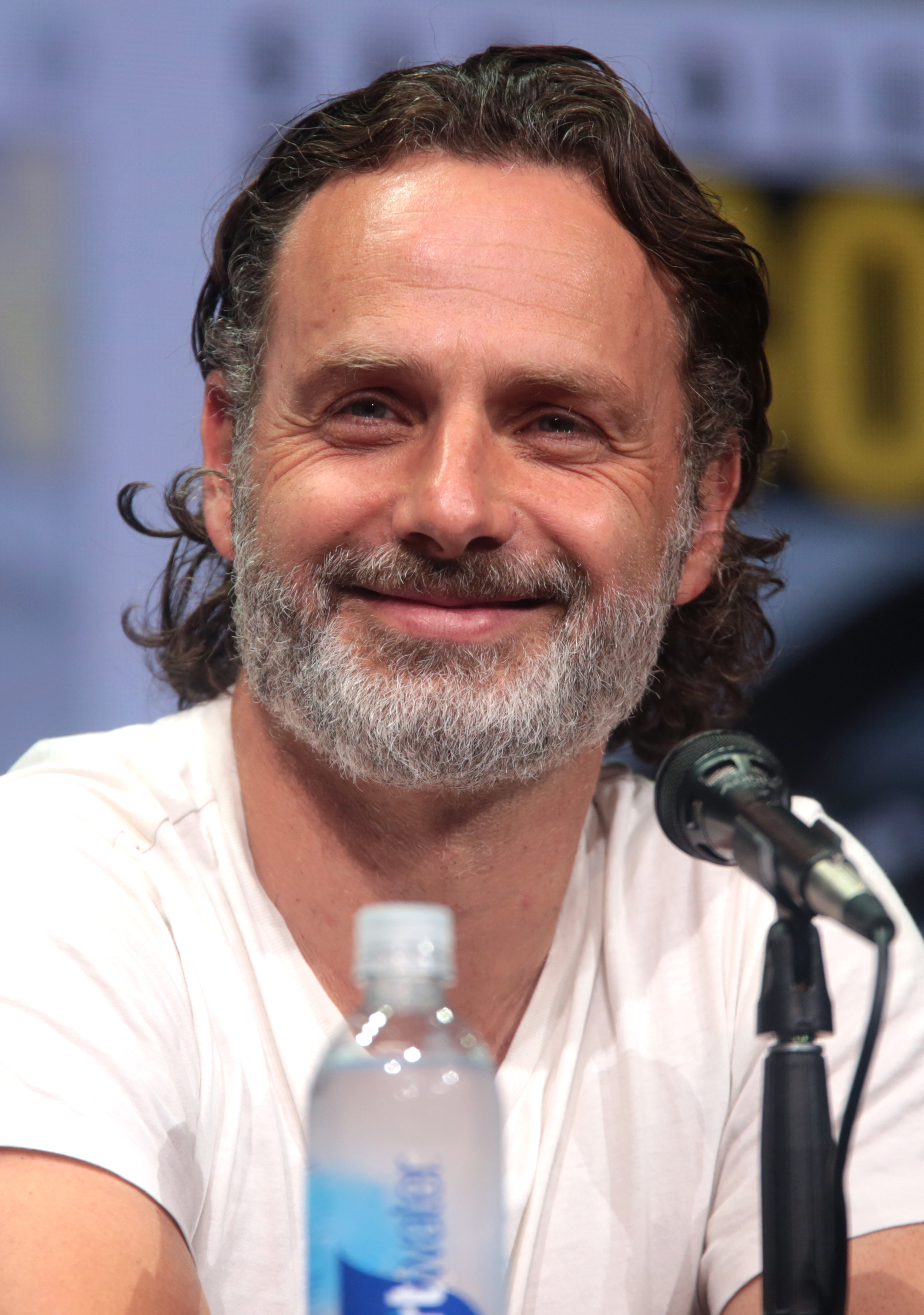
تأكد الموسم التاسع ليكون الموسم الأخير من سلسلة أندرو لينك.

معظم عقود المدلى بها يجب تجديدها للموسم التاسع وما بعده، ومعظم الزائرين قاموا بالتوقيع؛ الاستثناء الملحوظ كان لورين كوهان الذي لعب ماجي غرين. سعت كوهان للحصول على زيادة في الراتب من AMC نظرًا إلى طلبها العالي من الشبكات الأخرى. في حين أنها وقعت على نجم في سلسلة جديدة، ويسكي كافاليير، لشبكة ABC، فإن هذا العقد سيسمح لها بالمشاركة في فيلم The Walking Dead في دور محدود. في أبريل، أكدت كوهان أنها وقعت في الموسم التاسع ولكن فقط لستة حلقات.
في نهاية الموسم الثامن، تم نقل Lennie James المعتاد (مثل Morgan Jones) إلى مسلسل The Walking Dead، Fear the Walking Dead، حيث شعر سكول م. جيمبل بأنه كان هناك المزيد من القصص عن مورغان ليقولوا أنه سيكون أكثر فعالة مع أسلوب التمثيل والسرد الأصغر ل Fear. في مايو 2018، تم الإعلان عن ترقية Avi Nash وCallan McAuliffe، الذين انضموا للمسلسل في الموسم الثامن كأدوار متكررة من Siddiq وAlden، على التوالي، إلى سلسلة منتظمة.
In late May, it was reported that the ninth season would be the final season for Andrew Lincoln, who plays lead character Rick Grimes. Lincoln said that as he lives in England and shooting a season takes six months or more, he believed it was time to leave the series to be able to spend more time with his growing children. However, he has expressed desire to direct an episode in future seasons for the series, and will shadow a director during the ninth season. Lauren Cohan also announced that this would be her last season on the series, appearing in the first six episodes as Maggie Greene before her departure. Alongside other acting commitments, Cohan felt she had become too comfortable in the role, and it was time to move on. She appreciated the opportunity to explore Maggie in her last few episodes.

## References
1. ↑  "Shows A-Z - walking dead, the on amc". The Futon Critic. Retrieved September 18, 2018. نسخة محفوظة 2023-03-11 على موقع واي باك مشين.
2. ↑  Welch, Alex (October 9, 2018). "Sunday cable ratings: 'Doctor Who' returns up, 'The Walking Dead' falls to premiere low". TV by the Numbers. Retrieved October 9, 2018. نسخة محفوظة 09 أكتوبر 2018 على موقع واي باك مشين.
3. ↑  O'Dell, Johnny (September 17, 2018). "The Walking Dead Season 9A Episode Titles Released". Skybound Entertainment. Retrieved September 18, 2018. نسخة محفوظة 19 سبتمبر 2018 على موقع واي باك مشين.
4. ↑  Trumbore، Dave (29 مايو 2018). "Exclusive: Andrew Lincoln to Exit AMC's 'The Walking Dead' in Season 9". Collider. مؤرشف من الأصل في 2019-09-14. اطلع عليه بتاريخ 2018-05-29.
5. ↑  Ross، Dalton (30 يوليو 2018). "Andrew Lincoln reveals why he is leaving The Walking Dead". إنترتينمنت ويكلي. مؤرشف من الأصل في 2019-09-17. اطلع عليه بتاريخ 2018-07-30.
6. ↑  Ross، Dalton (25 سبتمبر 2018). "Andrew Lincoln could be returning to The Walking Dead — to direct". إنترتينمنت ويكلي. مؤرشف من الأصل في 2019-06-03. اطلع عليه بتاريخ 2018-09-25.
7. ↑  Rancilio، Alicia (20 أغسطس 2018). "Beyond 'The Walking Dead,' Lauren Cohan is ready for change". أسوشيتد برس. مؤرشف من الأصل في 2018-08-20. اطلع عليه بتاريخ 2018-08-20.